# 李革 (金朝)
李革（12世纪—1218年），字君美。河中府河津县（今山西省河津县）人，金朝大臣，金宣宗时参知政事。李余庆子。
李革聪颖好学，有气节。金世宗大定二十五年（1185年）进士，调任真定（今河北省正定县）主簿。察廉进韩城令，以不纳富商贿赂，职守廉能，转任河北东路转运都勾判官，太原推官。改任大兴县令、中都左警巡使。为父丁忧，起为南京（今河南省开封市）提刑判官、签南京按察事。后来担任监察御史，同知昭义军节度事。金章宗泰和六年（1206年），金朝伐南宋，奉诏考察河南三路官员能否胜任征伐及诸官员任职情况，改为刑部员外郎。调任观州刺史兼提举漕运，陕西西路按察副使。金宣宗贞祐二年（1214年），为户部侍郎。金宣宗迁都南京后，李革任行河北西路六部事，知开封府。历任户部尚书、吏部尚书、陕西行省参议官等。贞祐四年（1216年），拜为参知政事。蒙古军破潼关东进，因为执政失备御之策，罢李革为绛阳军节度使。兴定元年（1217年），知平阳府事，权参知政事，代胥鼎行省河东。兴定二年（1218年），平阳为蒙古军包围，裨将李怀德出降，平阳城破，李革自杀。

## 延伸阅读
[在维基数据编辑]
 《金史/卷99》，出自脱脱《遼史》